# UMKスーパータイム
『UMKスーパータイム』（ユーエムケー スーパータイム）は、1992年4月1日から1997年3月30日まで5年間、テレビ宮崎で夕方に生放送されていたローカルワイドニュース番組である。フジテレビ発の全国ニュース『FNNスーパータイム』の宮崎県ローカルパートに相当。

## 概要
- 4年間に放送された『FNN UMKニュースリポート』の後番組として放送開始。

- 正式タイトルは『UMK FNNスーパータイム』で、タイトルロゴはフジテレビが使用していたロゴのアレンジ版だった（独自にアレンジしたもの）。

- 開始当初は4年間、月曜から土曜までの放送であったが、毎週日曜夕方5時50分枠のローカルニュースは『UMKニュース』として放送されていた。

- 1996年4月7日（日曜）に日曜版の放送を開始し、週7日間の帯番組になった。同年3月29日（金曜）までは平日版に天気予報が無く、天気予報は別番組として放送されていた。

- 本番組はその後、フジテレビ発の全国ニュースが『FNNニュース555 ザ・ヒューマン』へリニューアルするのに伴い、1997年3月30日放送分をもって同タイトルでの放送を終了。同年3月31日から1998年3月29日までは『FNN UMKニュース ザ・ヒューマン』と題して放送されていた。

## 歴代ニュースキャスター

### 平日版
いずれもUMKアナウンサー（後に離職した人物も含む）。
- 尾田考美
- 南出雅之
- 相田久雄
- 貴島あゆ美

### 週末版
- シフト勤務制で担当

## 放送時間
| 期間     | 期間      | 放送時間（JST）       | 放送時間（JST）       | 放送時間（JST）       |
| 期間     | 期間      | 月曜日 - 金曜日       | 土曜日                | 日曜日                |
| -------- | --------- | --------------------- | --------------------- | --------------------- |
| 1992.4.1 | 1996.3.30 | 18:00 - 18:55（55分） | 18:00 - 18:30（30分） | （放送無し）          |
| 1996.4.1 | 1997.3.30 | 18:00 - 19:00（60分） | 18:00 - 18:30（30分） | 17:30 - 18:00（30分） |